# Babel (együttes)
A Babel egy magyar, indie rockot játszó zenekar.

## Története
2014 elejétől zenélnek a jelenlegi felállásban. A tagok mind a Kőbányai Zeneiskolában végeztek, ott is kezdték a közös zenélést. 2014-ben több fellépésen és sikeres tehetségkutatón voltak túl, többek között ők adták a Sziget Fesztivál első koncertjét az Éter Tehetségkutató Fesztivál nyerteseként. 2015 tavaszán a zenekar bejutott a Nagy-Szín-Pad verseny döntőjébe, ezután sorra kapták a meghívásokat a nyári fesztiválokra. A hangzásukra hatással volt a The Beatles, Led Zeppelin, Queens of the Stone Age, Red Hot Chili Peppers és a Foo Fighters. Ahogy magukról mondják: „energia, lendület, dinamizmus, hangerő, hangerő és még több hangerő”.
2016 első felében 5 állomásos angliai turnén voltak, ahol közben a Grammy-díjas Liam Watsonnal vettek fel két dalt a híres Toe Rag stúdióban, Nemes Tamás, könnyűzenei menedzser közreműködésével. A zenekar jövőbeli terveiben szerepel, hogy a külföldi közönséggel is megismertessék dalaikat.
2017 őszén a zenekar feloszlott, Balasi Ádám (dalszöveg író) szólókarrierbe kezdett és megalapította a Húsz85 nevű formációt. Ipolyi-Gáts Hunor és Áldott András pedig a Feed the Mogul nevű bandában folytatta a zenélést. 

## A zenekar tagjai
- Ipolyi-Gáts Hunor, ének, gitár
- Sidó Attila, gitár, vokál
- Balasi Ádám, dob, vokál
- Áldott András, gitár

## Diszkográfia

### Babel
A lemezen található számok:
- Állok eléd
- Lift
- Világ ura
- DisCo!
- Egy újabb részlet
- Farkasmacska
- Maradék
- My mess
- Ez a lány
- Yeah

### Part
Megnyerték a Cseh Tamás Program fiatal zenekaroknak szóló pályázatát, aminek segítségével készíttették el a Part című nagylemezüket. 2015. szeptember 3-án jelent meg, a zenekar második albumaként. Az összes dal egyben lett feljátszva, így a lemezen is megmaradt a próbahangulat. A Káprázó című számban közreműködik Pásztor Anna, az Anna and the Barbies énekesnője.
A lemezen található számok:
- Tétova
- Ölni képes
- Out of reach
- Szeretném
- No pill
- Part
- Kertelj csak
- Káprázó
- Arc aki...
- Fed up